# دهستان سید جمال‌الدین
سیدجمال الدین، دهستانی است از توابع بخش مرکزی شهرستان اسدآباد در استان همدان ایران.

## جمعیت
براساس سرشماری سال ۱۳۸۵ جمعیت آن ۱۳٬۴۲۸ نفر (۳٬۲۹۴ خانوار) بوده است.